# چشمه حاجت
چشمه حاجت از جمله چشمه‌های شهرستان ممسنی در استان فارس است.
این چشمه در نزدیکی روستای انجیره و در چند کیلومتری شهر نورآباد ممسنی واقع است.